# Lasówka żółta
Lasówka żółta (Vermivora bachmanii) – gatunek małego ptaka wędrownego z rodziny lasówek (Parulidae). Zasiedla południowo-wschodnią część Stanów Zjednoczonych, zimuje na Kubie. Krytycznie zagrożona, prawdopodobnie wymarła.
Morfologia
Mierzy około 12 cm, występuje wyraźny dymorfizm płciowy. Samiec odróżnia się od samicy czarną przepaską na piersi i czarnym czołem oraz nieco intensywniejszym ubarwieniem. Poza tym obie płcie takie same. Wierzch ciała oliwkowy, na pokrywach podogonowych jaśniejszy, pokrywy podogonowe szare. Ogon i nogi szare, poza tym żółta.
Zasięg występowania
W lecie zasiedla południowo-wschodnie Stany Zjednoczone, zimuje na Kubie. Na Bahamach wymarła.
Ekologia i zachowanie
Biotopy, jakie zasiedla (lub zasiedlała), to podmokłe lasy, na wysokości 0–315 m n.p.m. Zawsze trzyma się okolic wody. Najprawdopodobniej silnie związana z roślinami z gatunku Arundinaria gigantea. 
Gniazdo ma kształt kubeczka, zbudowane jest z liści, traw, mchu i innych materiałów roślinnych. Składa 3–5 jaj, czas inkubacji nie jest znany. Dieta składa się z bezkręgowców, przeważnie dżdżownic, pająków i innych małych gatunków.  
Status
Krytycznie zagrożona, najprawdopodobniej już wymarła. Cała populacja szacowana jest na nie więcej niż 50 osobników. Zagraża jej rolnictwo, uprawy hydroponiczne, zapory i wysuszanie jej środowisk (nie ma gdzie żyć). Ostatnia potwierdzona obserwacja miała miejsce w 1964 roku (BirdLife International podaje rok 1937), a ostatnia niepotwierdzona w 1988.